# Vlamingen
Vlamingen zijn de inwoners van het huidige Belgische gewest Vlaanderen.
De term 'Vlaming' kan vervolgens ook betrekking hebben op verschillende groepen en personen:
- Een lid van de Vlaamse Gemeenschap.
- Een inwoner van het Vlaams Gewest.
- Een persoon wiens voorouders de oorspronkelijke bewoners zijn van het Vlaams grondgebied.

In de laatste categorie spreekt men van etnische Vlamingen. In 2016 behoorde 80 percent van het totale aantal inwoners van Vlaanderen tot deze groep. De resterende 20 percent maakt volgens de eerste en tweede interpretatie ook deel uit van de Vlaamse identiteit. Zowel de autochtone als het overgrote deel van de allochtone Vlamingen bezitten de Belgische nationaliteit en spreken Nederlands.
Toch zijn er andere groepen die zich ook Vlaming voelen. Het gaat onder meer om inwoners van Zeeuws-Vlaanderen en andere grensgebieden in Nederland, Franstaligen uit Frans-Vlaanderen en Wallonië, en om nakomelingen van Vlaamse emigranten, overwegend in Noord- en Zuid-Amerika.
Van oorsprong was de term "Vlaming" echter alleen bedoeld voor mensen die uit het graafschap Vlaanderen kwamen.

## Geschiedenis van de Vlaamse identiteit

### Oorsprong van de 'Vlaming'
Vlamingen zijn in etnisch opzicht geen duidelijk te onderscheiden volk. Door de eeuwen heen waren er migratiegolven naar, uit en binnen West-Europa, wat resulteerde in de genetische diversiteit die Vlaanderen tegenwoordig kent. Uit onderzoek van de Universiteit Antwerpen blijkt wel dat Germanen de omvangrijkste groep voorouders zijn van de Nederlandstalige Belgen. Zij waren Franken die vanaf de derde eeuw migreerden naar de gebieden in het noorden van de Romeinse provincie Gallia, waar de Romeinen geleidelijk hun macht verloren.
Oorspronkelijk werden uitsluitend de inwoners van het Graafschap Vlaanderen Vlamingen genoemd. Die definiëring zou vandaag de dag alleen het bij Nederland horende Zeeuws-Vlaanderen, de Belgische provincies West-Vlaanderen en Oost-Vlaanderen, het noordwesten van de Belgische provincie Henegouwen (de steden Komen-Waasten en Moeskroen) en Frans-Vlaanderen omvatten. Het zuidoosten van het Graafschap Vlaanderen is overigens steeds Franstalig geweest. De inwoners van het Franstalige deel van het vroegere graafschap voelen zich vandaag de dag nog steeds Vlaming.
Inwoners uit de omgeving van Leuven, Brussel en Antwerpen deelden ten tijde van de Guldensporenslag in 1302 nog niet in de Vlaamse identiteit en werden als inwoners van het – tweetalige – hertogdom Brabant doorgaans als Brabander aangeduid. De 12 Nederlandstalige steden van het Graafschap Loon, ongeveer de provincie Limburg en vanaf 1366 tot aan de Franse Revolutie deel van het Prinsbisdom Luik, stonden bekend als de Dietse Steden.

### Vorming en deling van de Nederlanden
Het gebied dat nu Vlaanderen heet werd vanaf 1384 voor het eerst verenigd onder de Bourgondische hertogen. In 1482 waren het de Bourgondische Nederlanden met Vlaanderen en Brabant als welvarendste gebieden. Ze kwamen door vererving onder het gezag van het huis Habsburg, dat eeuwenlang ook regeerde over het Heilig Roomse Rijk, het keizerrijk Oostenrijk, delen van Italië en het koninkrijk Spanje met zijn koloniën.
In het jaar 1568 begon er in de Nederlanden een strijd die, met een onderbreking van 12 jaar, zou duren tot 1648. De Tachtigjarige Oorlog, ook bekend als Nederlandse Opstand, werd door brede lagen van de bevolking gesteund tegen de Habsburgse koning Filips II en zijn opvolgers, met hun legers. De aanleiding voor de Opstand was het heffen van nieuwe belastingen om de oorlog van de Habsburgers tegen het Ottomaanse Rijk te financieren, waar de Nederlandse adel, de steden en de nijverheid hardnekkig weigerden mee in te stemmen. Deze oorlog viel ook samen met protestantse scheuringen in de Katholieke Kerk over heel Europa en met de geleidelijke opkomst van Frankrijk en Engeland als handelsmogendheden. Het resultaat van deze oorlog was dat in het noorden de Republiek der Zeven Verenigde Nederlanden werd gevormd, die gedurende de 17e eeuw politiek, militair, cultureel en economisch een Gouden Eeuw tot stand bracht, terwijl in de verwoeste en verarmde Zuidelijke Nederlanden de volgende eeuwen het Slagveld van Europa werd, bezet en veroverd door diverse legers van Europese grootmachten. Het Habsburgse bewind herstelde hardhandig de rol van de Kerk, op de eerste plaats met de Inquisitie. De Spaanse gewesten Vlaanderen en Brabant verloren voorgoed hun toonaangevende economische rol aan Holland en Zeeland, provincies binnen een calvinistische republiek die andere geloofsovertuigingen meestal tolereerde.
Het splitsen van de Lage Landen viel ook in de periode waarin - overigens in heel Europa - een geleidelijke verfransing van de elite plaatsvond. Na de adel droegen de opkomende industrie en handel bij aan een globalisering die alle toenmalige Europese machtscentra beïnvloedde. De opkomst van de wetenschap, het vervangen van het Latijn als onderwijstaal en de Verlichting, waarbij Franse encyclopedisten in de 18e eeuw het voortouw namen, versterkten dat nog.
Onder de Franse bezetting tijdens en na de Franse Revolutie, de periode van 1792 tot 1814, spraken, schreven en publiceerden ambtenaren en politici in Vlaanderen bijna uitsluitend in de taal van Revolutie. Kennis van het Frans werd voor Nederlandstaligen een noodzakelijke voorwaarde om te kunnen klimmen op de sociale ladder. Koning Willem I slaagde er tijdens de korte hereniging van de Nederlanden niet in de taal- en godsdienstverschillen tussen de zuidelijke en noordelijke gebieden te overbruggen. Zijn ongebreidelde handelsgeest en absolutistisch beleid droegen er eveneens toe bij dat het Verenigd Koninkrijk der Nederlanden al na 15 jaar weer uiteenviel.

### Emancipatie van het Nederlands
Na de onafhankelijkheid van België verslechterde de positie van het Nederlands nog meer. De opkomende burgerij in de grote steden, de aantrekkingskracht van de groeiende zware industrie in het zuiden van België, de houding van kerkleiders en het Belgische bestuursapparaat maakten van het Frans een logische keuze: die van voorspoed en vooruitgang. Dit fenomeen was ook waar te nemen in de hogere Vlaamse kringen, met een geleidelijke beïnvloeding van het Frans naar de bevolkingslagen daaronder. In het snel groeiende Brussel gebeurde dat bij zowel de hogere, middelste als lagere sociale klassen.
De Vlaming werd daarbij gekenschetst als een achterlijke dialectspreker uit de provincies Oost- of West-Vlaanderen, Brabant, Antwerpen of Limburg, waar relatief weinig industrie en verhoudingsgewijs veel armoede en emigratie was. Doordat de taalgrens, de grens tussen het Franstalige en het Nederlandstalige landsgedeelte, dat pas in 1963 wettelijk werd vastgelegd, en omdat de Franse taal daarvóór in heel het land een dominante rol speelde, is 'Vlaming' lang een beladen begrip geweest, omdat het vaak ook een sociale diskwalificatie inhield.
Als antwoord daarop groeide vanaf de 19e eeuw de Vlaamse Beweging, die een gelijkwaardige positie voor het Nederlands in het openbaar leven eiste. In 1898 kwam de eerste wetgeving die het gebruik van het Nederlands als officiële taal regelde. Een deel van de katholieke hiërarchie beschouwde aan het begin van de 20e eeuw het Nederlands als een efficiënte drempel tegen het besmettelijke goddeloze socialisme, dat het Luikse industriebekken en de Borinage had veroverd en dus Franstalig was. In 1924 werden in Leuven de Vlaamse Leergangen opgericht met als doel de Katholieke Universiteit Leuven te helpen bij het inrichten van Nederlandstalige colleges. In 1930 werd aan de Universiteit van Gent, als eerste universiteit in Vlaanderen, volledig in het Nederlands gedoceerd.
Steun van Activisten aan de Duitse bezettingspolitiek tijdens de Eerste Wereldoorlog, die met haar Flamenpolitik Vlamingen voor Duitsland probeerde te winnen, werd na de wapenstilstand in 1918 meteen vervolgd en zwaar bestraft. De vernederlandsing van de Gentse Universiteit in 1916, de zogenaamde von Bissing-universiteit, werd kordaat teruggedraaid door de Belgische overheid. Zware repressie vond eveneens plaats na de politieke, militaire en economische collaboratie van een aanzienlijk deel van het Vlaams-nationalisme vóór en tijdens de Tweede Wereldoorlog, waarbij de positie van het Nederlands in België tijdelijk opnieuw verzwakte.

### Kentering
Vanaf de jaren 60 groeide de positie van het Nederlands ten koste van het Frans. Dit lag vooral aan de sterker geworden economische positie van Vlaanderen en de steeds problematischer situatie en het teloorgaan van de zware industrie in Wallonië. De positie van het Standaardnederlands werd ook versterkt ten koste van de talrijke Vlaamse dialecten, terwijl er daarbij fenomenen werden geduid als verkavelingsvlaams en regiolect.
De Belgische grondwet werd in 1967 voor het eerst officieel in het Nederlands vertaald. Onder druk van protesterende Vlaamse studenten en van de publieke opinie werd in 1968 de tweetalige Katholieke Universiteit Leuven gesplitst. De Franstalige universiteit verhuisde naar Louvain-la-Neuve, een nieuwgebouwde stad in Ottignies-Louvain-la-Neuve, Waals-Brabant, op 30 kilometer van Leuven. Sinds de jaren 60 zijn er, vooral in Vlaamse faciliteitengemeenten als Voeren, herhaaldelijk communautaire spanningen geweest, die zelfs de val van federale regeringen konden veroorzaken. De splitsing van het tweetalige arrondissement Brussel-Halle-Vilvoorde heeft, na herhaaldelijk uitstel en opflakkerende politieke spanningen, tientallen jaren op zich laten wachten, en werd uiteindelijk in 2012 bezegeld. In bepaalde gemeenten in de Vlaamse Rand rond Brussel zorgen verkiezingen van Fransgezinde burgemeesters nog voor jarenlange carrousels, vervelende problemen voor de Vlaamse voogdijminister.

### "Ontfransing"
Toch wordt langzamerhand een sociologische evolutie duidelijk: gezaghebbend journalist Guido Fonteyn lanceerde eind 2012 de nieuwe term ontfransing. Hij maakte toen een analyse van de uitslag van de gemeenteraadsverkiezingen in de Vlaamse gemeenten rond Brussel. Hij concludeerde dat er voor het eerst een achteruitgang te zien was van het aantal stemmen op Franstalige kieslijsten. Volgens hem zou dit aantonen dat de emigratie van Franstalige Brusselaars naar de Vlaamse rand verminderd dan wel gestopt is. Daar komt bij dat de tweede en derde generatie van die Franstaligen geen moeite meer heeft met het gebruik van het Nederlands, want ze zien hierin een grotere kans op tewerkstelling. Deze trend blijkt ook uit het dalend aantal Franstaligen uit de faciliteitengemeenten dat beroep doet op de omzendbrief Peeters, waarmee ze een Franse vertaling kunnen vragen van officiële documenten in het Nederlands.
In het begin van de 21e eeuw wordt het streven van Vlaams-nationalisten naar meer autonomie, confederalisme en uiteindelijk Vlaamse onafhankelijkheid vooral gemotiveerd door wat zij het Belgisch democratisch deficit noemen, waarmee bedoeld wordt dat in het Belgische staatsbestel het soortelijk gewicht van een Vlaamse stem per saldo lichter zou zijn dan een Franstalige. Dit nationalistisch streven naar meer onafhankelijkheid werd na de federale en Vlaamse verkiezingen van 2014 en de klinkende overwinning van de Vlaams-nationale N-VA echter ondergeschikt gemaakt aan het uitvoeren van haar conservatieve en neoliberale agenda.

### Vlaamse emigratie
Rond 1020 veroverde Boudewijn IV van Vlaanderen het markgraafschap Ename. De vorige heerser Gerard I Flamens (Gerard De Vlaming) en zijn broer Rutger bekloegen zich in 1021 over hun verlies bij keizer Hendrik II. Gerard kreeg als compensatie het nu in Duitsland liggende gebied Wassenberg. In de volgende jaren verworven de uitgeweken Vlamingen, lokaal gekend als Flamenses, veel grondgebied en werden vanaf 1046 graven en hertogen van het graafschap Gelre. Rutger kreeg van de keizer het nieuwe hertogdom Kleef. 
Vlaamse ridders werden in 1066, na de Slag bij Hastings, door Willem de Veroveraar beloond met grondgebied in zijn nieuwe koninkrijk Engeland, sommigen in de Welsh Marches, waar Willem militaire heersers nodig had. In Pembrokeshire verdrong het Vlaams zelfs het Welsh.
Reeds vóór 1066 waren Vlaamse handelaars bedrijvig in Engeland. Het is aantoonbaar dat zij rond 1100 op zoek waren naar Engelse wol, de beste die er toen was, voor de Vlaamse lakennijverheid, een Vlaamse specialiteit.
Tegen het eind van de dertiende eeuw was er sprake van een Vlaamse Hanze, een georganiseerde groep van Vlaamse handelaars in Londen. Ook is er een melding van aanzienlijke goederen van Vlamingen uit Schotland, Dundee, Perth en Berwick-upon-Tweed die in die tijd zijn geconfisqueerd. In deze vroege periode beheersten de Vlamingen de handel. Een hele reeks steden, met Brugge voorop, speelden daarop in. Er trokken meer Vlamingen naar Engeland dan omgekeerd. Later kwam hierin verandering.
Wanneer, wat weleens voorkwam, de Engelse koningen hun schulden niet konden betalen, werd Vlaamse handelaars de toegang tot Engeland ontzegd en konden zij geen wol kopen, wat hen echter niet belette om te smokkelen. Zij behoorden tot de meest welstellende geldschieters van de Engelse koningen. Hugo Oisel van Ieper werd door king John beloond met het ereburgerschap van de Stad Londen. Op het eind van de dertiende eeuw woonden er Vlamingen verspreid over Engeland, Wales en Schotland. Er werd regelmatig naar hen verwijzen als Fleming, wat voor velen ook hun familienaam werd.
Emigrerende Vlamingen ook aan het einde van de vijftiende eeuw, toen Vlaamse handelaars intensieve handel bedreven met Spanje en Portugal, en vandaar naar koloniën in Amerika en Afrika trokken. Er ontstonden Vlaamse gemeenschappen in Sevilla. De pas ontdekte Azoren werden vanaf 1490 bevolkt door 2000 Vlamingen, waardoor deze vulkanische eilanden bekend werden als de Vlaamse Eilanden.
Tijdens de tumultueuze en gewelddadige tweede helft van de zestiende eeuw verlaten grote aantallen Vlamingen de Zuidelijke Nederlanden, eerst naar Engeland, Frankrijk en wat nu Duitsland is. Later verhuisden groepen calvinisten uit Gent, Antwerpen en Brugge naar de Republiek van de Verenigde Nederlanden, waardoor de nijverheid en de handel daar een belangrijke impuls kreeg.
Na een relatief welvarende achttiende eeuw stortte in de negentiende eeuw de niet gemechaniseerde Vlaamse textielnijverheid in elkaar, en zorgden de aardappelziekte en goedkope overzeese graan-import voor een ernstige verarming in Vlaanderen. Een grote groep Vlaamse plattelanders ging daarom hun heil in het noorden van Frankrijk zoeken, waar overigens ook Vlaamse industriëlen investeerden en zelfs bedrijven stichtten. In 1880 woonden er één miljoen Belgen in Frankrijk, waarvan de grote meerderheid in de noordelijke departementen. Daarnaast ontstond bij het opkomen van de spoorwegen een grote groep Vlaamse pendelaars, vooral naar het industriële gebied rond Rijsel. Rond 1900 hadden 4,5 miljoen Belgen een spoorabonnement naar Frankrijk. Statistieken tonen aan dat vanuit deze groepen een toenemende emigratie naar de Verenigde Staten ontstond.
De Red Star Line legde vanaf 1873 passagiersschepen vanaf Antwerpen in voor de overtocht naar de Verenigde Staten. Het aantal Vlamingen dat met deze rederij emigreerde groeide jaarlijks, totdat er na de Eerste Wereldoorlog quota's werden ingesteld. Vlaamse boeren verkochten hun boerderij en konden daarmee land kopen in de Verenigde Staten, totdat de kolonisatie de Westkust had bereikt en alle landbouwland was verdeeld. Daarna wordt het moeilijker om een eigen boerderij te beginnen. Er was daarna vooral volk nodig voor fabrieken. Er kwamen agenten die Europeanen moesten aanwerven. Vooral uit het platteland rond Brugge, en de gemeenten Kaprijke en Nevele, waar toen zware armoede heerste, vertrokken veel mensen naar de Verenigde Staten. De Midwest en Detroit bleken populair bij boeren uit Lichtervelde. Ze gingen onder meer aan de slag in de tractorenfabriek van John Deere in Moline (Illinois), waar nog steeds een Vlaamse aanwezigheid is. Hun roots verloochenden ze niet: ze richtten de Vlaamse 'Gazette van Detroit' op, een blad dat nog tot in 2018 verscheen.
In Frankrijk en in de Verenigde Staten ontstond op den duur weerstand tegen de aanwezigheid van migranten. Ze werden beschouwd als oneerlijke concurrentie, omdat door hun aanwezigheid de arbeidsvoorwaarden voor de lokale bevolking zouden verslechteren. In Frankrijk konden uitgeweken Belgen hun dienstplicht ontlopen. Dit resulteerde in een verplichte naturalisatie en dienstplicht in het Franse leger voor de tweede generatie Belgische migranten. Hoewel de integratie in Amerika vrij vlot verliep keerde het merendeel van de Vlaamse migranten uiteindelijk toch terug. Dit hing nauw samen met de economische situatie in de Verenigde Staten.
De Canadese overheid was ook actief in het werven van Vlaamse migranten, die de naam hadden harde werkers te zijn. Vanaf 1890 arriveerden er jaarlijks zo'n duizend Belgen, die vooral in de bieten- en tabaksteelt actief werden. Rond 1880 bood Argentinië zelfs een gratis enkele reis aan voor migranten. Daardoor werden er meer overhaaste beslissingen genomen, mensen kregen spijt als de omstandigheden minder gunstig blijken dan verwacht. In de loop van de negentiende eeuw vertrokken zo'n 30.000 Belgen naar Zuid-Amerika.
Halverwege de negentiende eeuw vertrokken zo'n vijfhonderd inwoners uit het westen van Zeeuws-Vlaanderen naar een afgelegen gebied in de staat Espirito Santo in Brazilië. Tot in de eenentwintigste eeuw wordt daar door een paar families nog een eigen dialect gesproken, maar wel een heel bijzondere variant: door taalcontact met andere migrantengroepen, waaronder Duitsers, wijkt het nogal af van het huidige Zeeuws-Vlaams.
De zware industrie in Wallonië, met name de mijnen in het Luikse en de Borinage, trokken vanaf de negentiende eeuw Vlamingen aan: de talentelling van 1880 registreerde 80.000 mensen die Nederlands spraken, van wie 43 procent eentalig was. In 1910 spraken er 130.000 Nederlands, van wie 24 procent eentalig. Door de aanleg van spoorverbindingen liep de migratie terug, maar steeg het aantal pendelaars in het begin van de twintigste eeuw. In 1914 was een kwart van alle mijnwerkers in het kolenbekken van Charleroi geboren in Vlaanderen. De helft daarvan pendelde, de andere helft woonde er.
Door de migratie in de negentiende eeuw liep de bevolking in de provincies Oost- en West-Vlaanderen terug van ruim een derde van de Belgische bevolking, rond 1800, tot ruim een kwart, begin 1900. Toch bleef er nog lang werkloosheid bestaan in Vlaanderen, ondanks de groei in de havens van Antwerpen en Gent en de komst van de mijnen in Limburg.

## Trivia
Het Spaanse woord voor Vlaming is Flamenco. De overeenkomst met de naam van de dans de flamenco is frappant te noemen. Dit wordt door sommige historici aangegrepen om de oorsprong van de dans zelf in Vlaanderen te plaatsen. Een andere verklaring wordt gevonden in de Spaanse heerschappij over Vlaanderen. Door de rebellie hiertegen zou flamencos een verzamelnaam zijn geworden voor "mensen die geen respect hebben voor het centrale gezag"; dit zou dan later gebruikt zijn om de zigeuners aan te duiden: in de 18e-eeuwse literatuur worden ze namelijk flamencos genoemd. Pas later werd de term gebruikt om de dans de flamenco te identificeren.